# 粉骷髅
《粉骷髅》 是1981年馮淬帆導演，并亲自参演的香港恐怖片，由陳琪琪等領銜主演；故事讲述一个人为了不让心爱的人和别人走到一起，于是和人联手设计将接近心爱的人杀死的故事。

## 劇情簡介
民国时期，发生了一系列怪事，很多年轻的女子被杀，而这些事情都和一个男子有关系。
后通过调查，得知凶手是一个女子的妹妹，因为她喜欢这个男子，于是便决定和人合作，杀死了很多接近自己喜爱的男子的女性，甚至连自己的姐姐都不放过……

## 演员表
- 韋白
- 田丰
- 陳琪琪
- 曾珮琪
- 李海生
- 邵音音
- 馮淬帆

## 相關連結
- 香港影庫上《粉骷髅》的資料（繁體中文）
- 豆瓣电影上《粉骷髅》的資料 （简体中文）
- 互联网电影数据库（IMDb）上《粉骷髅》的资料（英文）
- 爛番茄上《粉骷髅》的資料（英文）